# Liste von Quellen zur Geschichte der chinesischen Ess- und Trinkkultur
Eine Übersicht über wichtige historische Quellen der chinesischen Ess- und Trinkkultur liefert das Werk Zhongguo pengren wenxian tiyao (deutsch: Übersicht zu wichtigen Dokumenten der chinesischen Ess- und Trinkkultur), worin viele Quellen vorgestellt werden, die von der westlichen Sinologie bislang vernachlässigt worden sind. Der hier ausgeklammerte Bereich der chinesischen Vor- und Frühgeschichte und Vor-Qin-Zeit wird in dem Werk Xiān Qín pēngrèn shǐliào xuǎn zhùshì (Ausgewählte kommentierte Texte zur Geschichte der chinesischen Küche der Vor-Qin-Zeit) sowie in Band I des chinesischen Werkes Zhongguo yinshi shi (Geschichte der chinesischen Ess- und Trinkkultur) behandelt. Unter den einzelnen Texten der in den drei Übersichten Liste paläolithischer Fundstätten in China, Liste neolithischer Kulturen in China und Liste bronzezeitlicher Fundstätten in China genannten Fundstätten sind weitere Quellen sowie Literaturangaben zum vorgeschichtlichen Material zu finden.
In dem Artikel Chinesische Küche wird ein großes Teilgebiet der Esskultur behandelt, worin überwiegend die häuslichen Aspekte der Alltagskultur eingeflossen sind. Eine Übersicht über diese vielen Aspekte der chinesischen Kochkunst liefert die reichhaltige Bibliographie von Newman. Das Themenfeld der hier kurz vorgestellten chinesischen Ess- und Trinkkultur muss jedoch unter einer weit größeren Perspektive betrachtet werden.

## Chinesische Esskultur und der Westen
Sowohl in China selbst als auch im Westen krankte die Darstellung neben typographischen Behinderungen bislang an einer bequemen Zugänglichkeit des Quellenmaterials, was inzwischen jedoch durch das Erscheinen zweier wichtiger Quellensammlungen (siehe unten) und immer besserer Software behoben scheint. Neben der systematischen Erschließung dieses Quellenmaterials stellt die Klärung vieler Fragen der chinesischen Küchenterminologie eine große Herausforderung für junge Sinologen dar, denn ihr wendete sich die westliche Literatur nur sporadisch zu, was dazu führte, dass selbst in ansonsten relativ zuverlässigen allgemeinen Nachschlagewerken viele Aspekte der chinesischen Kultur und ihrer Wörter nicht bemerkt worden sind. Eine kurze Einführung in diesen Themenkreis liefert die Dissertation von Thomas Gwinner, deren wissenschaftliche Ansätze jedoch im deutschsprachigen Raum bislang nicht entscheidend weiterverfolgt worden sind. Die Liste festgestellter Irrtümer und Versäumnisse, welche Wilkinson der westlichen (akademischen) Chinabeschäftigung mit dem weiten Themenfeld der chinesischen Ess- und Trinkkultur vorhält, ließe sich sicherlich noch bequem um eine Vielzahl von Aspekten erweitern. Ein erster Schritt, auch dem westlichen Gourmet die Terminologie der chinesischen Küche zu erschließen, wurde von (STOPPOK/YAN/LÜCK forthcoming) unternommen.

## Neuere Werke zur Terminologie
Eine jede systematische Erfassung der Terminologie der chinesischen Ess- und Trinkkultur kann sich derzeit nur am Zhongguo pengren cidian (Wörterbuch der chinesischen Ess- und Trinkkultur) ausrichten, das 20690 Stichwörter enthält, worunter auch viele Dialektausdrücke, Wörter aus den verschiedenen Regionalsprachen (den sogenannten Topolekten bzw. Regionalekten) und vor allem die gewissenhafte Auflistung einer Vielzahl von Begriffen für ein und dieselbe Bedeutung fallen. Dieser Vieldeutigkeit und für den Anfänger bisweilen verwirrenden Vielfältigkeit versucht auch die Zhongguo pengren baike quanshu [Enzyklopädie der chinesischen Ess- und Trinkkultur] Herr zu werden, es bietet dafür sogar ein handliches alphabetisch sortiertes Register in Pinyin-Schreibung auf. Auch die vielen Bände der Bücherreihe Zhonghua yinshi wenku liefern zu allen Aspekten der chinesischen Küche wertvolles Material.

### Chronologisch geordnete Übersicht (mit Pinyin-Schreibung)

#### Vorhanzeitliche und hanzeitliche Quellen
- Zhouli zhushu 周礼注疏（天官冢宰及其他）
- Yili zhushu 仪礼注疏（燕礼、特牲馈食礼、少牢馈食礼及其它）
- Liji zhengyi 礼记正义（八珍及其它）
- Lüshi chunqiu 吕氏春秋（Benwei pian 本味篇）
- Simin yueling jiaozhu 四民月令（部分）

#### Nördliche Wei-Dynastie
- Shi Jing 食经 （北魏•卢氏 著）

#### Westliche Jin-Dynastie
- Nanfang caomu zhuang 南方草木状
- Qinjing 禽经 (Kommentar des Zhang Hua (张华) angeblich aus der Zeit der Westlichen Jin-Dynastie)

#### Südliche Qi-Dynastie
- Shizhen lu 食珍录 (wahrscheinlich ein Werk aus der Song-Zeit)

#### Nördliche Wei-Dynastie
- Qimin yaoshu 齐民要术（卷1-7部分）

#### Sui-Dynastie
- Shi Jing 食经 （隋•谢讽 著）

#### Tang-Dynastie, 618 bis 907
- Beitang shuchao 北堂书钞（酒食部）
- Yiwen leiju 艺文类聚（卷72食物部其它）
- Beiji qianjin yaofang 备急千金要方（卷26食治）
- Shipu 食谱
- Shiliao bencao 食疗本草（1卷残）
- Chajing 茶经
- Jiancha shuiji 煎茶水记
- Shiyi xinjian 食医心鉴
- Youyang zazu 酉阳杂俎（酒食）
- Lingbiao lu yiji 岭表录异记（部分）
- Shanfu jingshoulu 膳夫经手录
- Shanfulu 膳夫录

#### Song-Dynastie, 960 bis 1279
- Qingyilu 清异录
- Taiping yulan 太平御览（卷843-867饮食）
- Sunpu 笋谱
- Benxinzhai shushipu 本心斋蔬食谱
- Shanjia qinggong 山家清供
- Rucao jishi 茹草记事
- Shidafu shishi wuguan 士大夫食时五观
- Shouqin yanglao xinshu 寿亲养老新书
- Beishan jiujing 北山酒经
- Yushipi 玉食批
- Chalu 茶录
- Lizhi pu 荔枝谱
- Dongxi shichalu 东溪试茶录
- Pincha yaolu 品茶要录
- Jiupu 酒谱
- Julu 橘录
- Tangshuang pu 糖霜谱
- Xuanhe beiyuan gongcha lu 宣和北苑贡茶录
- Beiyuan bielu 北苑别录
- Xiepu 蟹谱
- Xielüe 蟹略
- Junpu 菌谱
- Dongjing meng Hua lu 东京梦华录（部分）
- Ducheng jisheng 都城纪胜
- Wulin jiushi 武林旧事
- Nan Song shisi ji 南宋市肆记
- Mengliang lu 梦粱录
- Zhongkuilu 中馈录 (吴氏)
- Fanshenglu 繁胜录（bufen 部分）

#### Jin-Dynastie(Jurchen), 1125 bis 1234
- Shiwu bencao 食物本草（Jin Li Gao 金•李杲）

#### Yuan-Dynastie(Mongolen), 1271–1368
- Nongshu 农书（bufen 部分）
- Riyong bencao 日用本草
- Yinshan zhengyao 饮膳正要
- Nongsang yishi cuoyao 农桑衣食撮要（bufen 部分）
- Yinshi xuzhi 饮食须知 (Yuan 元) Jia Ming 贾铭）
- Yunlin tang yinshi zhidu ji 云林堂饮食制度集
- Jujia biyong shilei quanji 居家必用事类全集（gengji 庚集, jiji 己集）
- Zhuanshi 馔史

#### Ming-Dynastie, 1368 bis 1644
- Yiya yiyi 易牙遗意
- Tian chu ju zhen miao zhuan ji 天厨聚珍妙馔集
- Shenyin 神隐 （auch Quxian shenyin shu 臞仙神隐书 genannt）（部分）
- Jiuhuang bencao 救荒本草
- Bianmin tu zuan 便民图纂（卷15食品及其它）
- Yecai pu 野菜谱
- Songshi yangsheng bu 宋氏养生部
- Yunlin yishi 云林遗事
- Shiwu bencao 食物本草（明•卢和）
- Shipin ji 食品集
- Guang junpu 广菌谱
- Bencao Gangmu 本草纲目
- Mo E xiao lu 墨娥小录（饮膳集珍及其它）
- Duo neng bi shi 多能鄙事（卷1-4饮食）
- Rucao ben 茹草编
- Jujia bibei 居家必备（卷7饮馔）
- Zunsheng bajian 遵生八笺（Abschnitt Yinzhuan fushi jian 饮馔服食笺）
- Yesupin 野蔌品
- Haiwei suoyin 海味索引
- Minzhong haicuoshu 闽中海错疏
- Yecai jian 野菜笺83、食鉴本草
- Shantang sikao 山堂肆考（羽集衣食部）
- Yecai bolu 野菜博录
- Shangyi bencao 上医本草
- Shangzheng 觞政
- Nongzheng quanshu 农政全书
- Yangyu yueling 养余月令
- Jiushi 酒史

#### Qing-Dynastie (Mandschu)
- Xianqing ouji 闲情偶寄（饮馔部颐养部）
- Min xiao ji 闽小记
- Yinshi xuzhi 饮食须知（(Qing 清) Zhu Tailai 朱泰来）
- Tiaodingji 调鼎集
- Shiwu bencao huizuan 食物本草会纂
- Jiangnan yuxianpin 江南鱼鲜品
- Gui'eryue 簋贰约
- Riyong suzi 日用俗字（饮食章菜蔬章）
- Shixian hongmi 食宪鸿秘
- Fan you shi’er he shuo 饭有十二合说
- Yuanjian leihan 渊鉴类函（食物及其它）
- Juchang yinzhuan lu 居常饮馔录
- Gujin tushu jicheng 古今图书集成（经济汇编食物典卷257~308饮食部）
- Xu chajing 续茶经
- Gezhi jingyuan 格致镜原（卷6饮食类）
- Nongpu bianlan 农圃便览（部分）
- Xingyuan lu 醒园录
- Zhoupu shuo 粥谱说
- Yangsheng suibi 养生随笔
- Suiyuan shidan 随园食单
- Wu xun pu 吴蕈谱
- Yinshi xuzhi 饮食须知（Qing 清 · Zhu Benzhong 朱本中）
- Jihaicuo 记海错
- Zhengsuwen 证俗文（卷1 及其它）
- Xilüe 醯略
- Yangxiaolu 养小录
- Yangzhou huafang lu 扬州画舫录（部分）
- Tiaoji yinshi bian 调疾饮食辨（6卷、卷末1卷）
- Qing jia lu 清嘉录（部分）
- Tongqiao yizhao lu 桐桥倚棹录（卷10市廛）
- Suixiju yinshipu 随息居饮食谱
- Yinengpian 艺能篇（治庖）
- Zhongkuilu 中馈录（Qing 清 • Peng Songyu 彭崧毓）
- Huya 湖雅（卷8酿造、铒饼）
- Zhongkuilu 中馈录（Qing 清 • Zeng Yi 曾懿）
- Zhoupu 粥谱 Guang Zhoupu 广粥谱
- Xinbian jiazhengxue 新编家政学（第四编第三章饮食）
- Chengdu tonglan 成都通览（卷7饮食类）

#### Jüngere Werke (nach der Qing-Zeit)
- Zaoyangfan shu 造洋饭书
- Shipin jiawei beilan 食品佳味备览
- Qingbai leichao 清稗类钞（第47、48册饮食类）
- Pengren yiban 烹饪一斑
- Jiating shipu 家庭食谱
- Xican pengren mijue 西餐烹饪秘诀
- Jiating shipu xubian 家庭食谱续编
- Jiating shipu sanbian 家庭食谱三编
- Jiating shipu sibian 家庭食谱四编
- Sushi pu 素食谱
- Jiashi shixi baojian 家事实习宝鉴（第二编饮食论）
- Zhijia quanshu 治家全书（卷10烹饪篇食谱）
- Jiating wanbao quanshu 家庭万宝全书（卷5烹饪学）
- Sushi yangsheng lun 素食养生论
- Shanghai kuailan 上海快览（第6篇上海之饮食）
- Shiwu xin bencao 食物新本草
- Jinan kuailan 济南快览（衣食、中西餐馆）
- Beiping caipu 北平菜谱
- Minzhong changshi congshu 民众常识丛书（烹饪类）
- Jinan daguan 济南大观（第96章中西餐）
- Taomu pengrenfa 陶母烹饪法
- Yinshi yu jiankang 饮食与健康
- Beiping fengsu leizheng 北平风俗类征（饮食）
- Feishi shiyang sanzhong 费氏食养三种
- Shiyong yinshixue 实用饮食学
- Xin shipu 新食谱（第二册普通食物成分表）
- Sushi shuolüe 素食说略
- Chifan wenti 吃饭问题

### Zhongguo pengren guji congkan
Zum Großteil bereits aufgeführte historische Quellen, die relativ bequem im Zhongguo pengren guji congkan zugänglich sind:
- Yúnlíntáng yǐnshí zhìdù jí 云林堂饮食制度集
- Yìyá yíyì 易牙遗意
- Zhōngkuìlù 中馈录
- Xǐngyuán lù 醒园录
- Suíyuán shídān 随园食单
- Sùshí shuōlüè 素食说略
- Lǚshì chūnqiū 吕氏春秋
- Yǎngxiǎolù 养小录
- Qiānjīn shízhì 千金食治
- Qīngyìlù 清异录 – Abschnitt Zhuanxiumen 馔羞门 u. a.
- Xiánqíng ǒujì 闲情偶寄 – yǐnshí bùfen 饮食部分
- Qímín yàoshù 齐民要术 – yǐnshí bùfen 饮食部分
- Shíxiàn hóngmì 食宪鸿秘
- Suíxījū yǐnshípǔ 随息居饮食谱
- Yǐnzhuàn fúshí jiān 饮馔服食笺
- Yǐnshàn zhèngyào 饮膳正要
- Yǐnshí xūzhī 饮食须知
- Nénggǎi zhāi mànlù 能改斋漫录
- Xiān Qín pēngrèn shǐliào xuǎn zhùshì 先秦烹饪史料选注释
- Wúshì Zhōngkuìlù 吴氏中馈录 Benxinzhai shushipu 本心齐蔬食谱 Yushipi 玉食批
- Jūjiā bìyòng shìlèi quánjí 居家必用事类全集
- Zàoyángfànshū 造洋饭书
- Shūyuán zájì 菽园杂记 Shēng'ān wàijí 升庵外集 Yǐnshí shēnyán 饮食绅言
- Tiáodǐngjí 调鼎集
- Zhōupǔ 粥谱
- Shānjiā qīnggōng 山家清供
- Tàipíng yùlǎn 太平御览 – yǐnshí bù 饮食部
- Sòngshì yǎngshēng bù 宋氏养生部 – yǐnshí bùfen 饮食部分

### Chugoku shokkei sosho
Historische Quellen, die im Chugoku shokkei sosho 中国食经丛书 (chinesisch: Zhongguo shijing congshu) zugänglich sind:

#### Erster Band
- Nanfang caomu zhuang 南方草木状
- Shiliao bencao 食疗本草（部分）
- Chajing 茶经
- Shiliu tangpin 十六汤品
- Shipu 食谱
- Youyang zazu 酉阳杂俎（部分）
- Shanfu jing 膳夫经
- Shi Jing 食经 （隋•谢讽 著）
- Shanfulu 膳夫录
- Beishan jiujing 北山酒经
- Zhongkuilu 中馈录 (Song 宋• Wu shi 吴氏)
- Yushipi 玉食批
- Shanjia qinggong 山家清供
- Benxinzhai shushipu 本心斋蔬食谱
- Jiupu 酒谱
- Shisi ji 市肆记 (部分)
- Shidafu shishi wuguan 士大夫食时五观
- Yinshan zhengyao 饮膳正要
- Shilin guangji 事林广记 (部分)
- Yunlin tang yinshi zhidu ji 云林堂饮食制度集
- Yinshi xuzhi 饮食须知 [元•贾铭]
- Jujia biyong shilei quanji 居家必用事类全集（部分）
- Duo neng bi shi 多能鄙事（部分）
- Shenyin 神隐 (部分)
- Songshi zunsheng 宋氏尊生

#### Zweiter Band
- Qimin yaoshu 齐民要术（7-10卷）
- Zhuanshi 馔史
- Bianmin tuzuan 便民图篡（卷14制造）
- Zunsheng bajian 遵生八笺（Abschnitt Yinzhuan fushi jian 饮馔服食笺）
- Jujia bibei 居家必备
- Yiya yiyi 易牙遗意
- Shixian hongmi 食宪鸿秘
- Yangxiaolu 养小录
- Suiyuan shidan 随园食单
- Xingyuan lu 醒园录
- Qingsu jiwen 清俗记闻 (卷4)
- Huya 湖雅(卷8)
- Zhoupu 粥谱
- Shipin jiawei beilan 食品佳味备览

## Weitere wichtige Quellen (in alphabetischer Reihenfolge)
- Baimen shipu 白门食谱
- Bencao cuoyao 本草撮要
- Bencao yinshi pu 本草饮食谱
- Bencao yizhi shiwu lei 本草医旨食物类
- Bowen leizuan 博闻类纂
- Cai ye pu 菜野谱
- Cao mu zi 草木子
- Chang’an kehua 长安客话
- Chen Fu nongshu 陈{甫方}农书
- Chengdu zhuzhi ci 成都竹枝词
- Chuci 楚辞
- Chuxueji 初学记
- Daguan chalun 大观茶论
- Dazaopu 打枣谱
- Dijing jingwu lüe 帝京景物略
- Dijing suishi jisheng 帝京岁事纪胜
- Dong Han guanji 东汉观记
- Fujun nongchan gonglüe 抚郡农产功略
- Ganshu lu 甘薯录
- Guangdong xinyu 广东新语
- Guang qunfang pu 广群芳谱
- Guang zhi zi 广志绎
- Guihai Yuheng zhi 桂海虞衡志
- Guyu leipian 谷玉类篇
- Haicuo baiyi lu 海错百一录
- Hanjiang sanban yin 邗江三百吟
- Han Shu 汉书
- Hongloumeng 红楼梦
- Huangdi neijing 黄帝内经
- Huayang guozhi 华阳国志
- Hushi zhijia lüe 胡氏治家略
- Jiandeng xinhua 剪灯新话
- Jiandeng yuhua 剪灯余话
- Jiashiliangfang 叚食良方
- Jinan kuailan 济南快览
- Jinchuan suoji 金川琐记
- Jingchu suishiji 荆楚岁时记
- Jingu qiguan 今古奇观
- Jinpingmei cihua 金瓶梅词话
- Jiubu huikao 酒部汇考
- Jiugai 酒概
- Jiuhuang yepu buyi 救荒野谱补遗
- Jiu ling congchao 酒令丛钞
- Jiumingji 酒名记
- Jiuzhang 旧帐
- Laocan youji 老残游记
- Laotao ji 老饕集
- Leixiu yaojue 类修要诀
- Linhai yizhu zhi 临海异物志
- Lipu 荔谱 (Chen Dingguo 陈定国)
- Lizhihua 荔枝话
- Lizhipu 荔枝谱 (Chen Ding 陈鼎)
- Lunyu 论语
- Lüyuan conghua 履园丛话
- Mawangdui yihao Hanmu qiance 马王堆一号汉墓遣策
- Mengzi 孟子
- Minggong shi 明宫史
- Nongsang jiyao 农桑辑要
- Piwei jiang li fa 脾胃将理法
- Qianjin yifang 千金翼方
- Quanfang beizu 全芳备祖
- Quanyang ruyi ben 全羊如意本
- Qunfangpu 群芳谱
- Pengzu shesheng yangxing lun 彭祖摄生养性论
- Ranxizhi 然犀志
- Rishi caiwu 日食菜物
- Riyong zazi 日用杂字
- Rulin waishi 儒林外史
- Runan pushi 汝南圃史
- Ruyi quanzhu jian 如意全猪件
- Shangzhengshu 觞政述
- Shanju siyao 山居四要
- Sheng yin pian 胜饮篇
- Shennong ben cao jing 神农本草经
- Shenshi nongshu 沈氏农书 (Bu nongshu 补农书)
- Shici 食次
- Shidian 食典
- Shiji 史记
- Shijian bencao 食鉴本草
- Shi Jing 诗经
- Shiming 释名
- Shiwu ganzhu 事物绀珠
- Shiwu jiyuan 事物纪原
- Shixing bencao 食性本草
- Shizhi tongshuo 食治通说
- Shoushi tongkai 授时通考
- Shudu fu 蜀都赋 (Yang Xiong 扬雄)
- Shudu fu 蜀都赋 (Zuo Si 左思)
- Shuguo zhengqi 蔬果争奇
- Shuihuzhuan 水浒传
- Shuzhong mingsheng ji 蜀中名胜记
- Sishi leiyao 四时类要
- Sishi zuanyao 四时纂要
- Sui hua ji li pu 岁华纪丽谱
- Sui Shu 隋书
- Sun zhenren weisheng ge 孙真人卫生歌
- Suoshan nongpu 梭山农谱
- Tang zheyan 唐摭言
- Tiangong kaiwu 天工开物
- Tianyuan jingji 田园经济
- Wang Zhen Nongshu 王祯农书 (Nongshu 农书)
- Wuli xiaoshi 物理小识
- Wushi’er bingfang 五十二病方
- Wuxia tianjia zhi 吴下田家志
- Wu Yue chunqiu 吴越春秋
- Wu za zu 吴杂俎
- Xianggang fangwu zhi 香港方物志
- Xiangwei zayong 乡味杂咏
- Xiao Dai liji 小戴礼记 (Liji 礼记)
- Xihu youlan zhiyu 西湖游览志余
- Xijing zaji 西京杂记
- Xinlun 新论
- Xu Beishan jiujing 续北山酒经
- Xu Xiake youji 徐霞客游记
- Xuxiepu 续蟹谱
- Yanglao fengqin shu 养老奉亲书
- Yangmin yueyi 养民月宜 (Nongsang yishi zuoyao 农桑衣食撮要)
- Yanjing suishi shi 燕京岁时纪
- Yantie lun 盐铁论 (Sanbuzu 散不足)
- Yecai jian 野菜笺
- Yecai zan 野菜赞
- Yibu fangwu ji lüe 益部方物记略
- Yibu tanzi 益部谈资
- Yihe beiyuangong chalu 宜和北苑贡茶录
- Yilin huikao 艺林汇考 (Yinshi pian 饮食篇)
- Yinshi bianlu 饮食辩录 (Tiaoji yinshi bian 调疾饮食辩)
- Yinshi haoshang 饮食好尚 (Ming gong shi. Yinshi haoshang 明宫史.饮食好尚)
- Yinshi jinji 饮食禁忌
- Yinshi zhen 饮食箴
- Yiyu tuzan 异鱼图赞
- Yizhou jiacheng 宜州家乘
- Yujing 芋经 (Huang Shengceng 黄省曾)
- Yujing 鱼经 (Huang Shengceng 黄省曾)
- Yungu zaji 云谷杂记
- Yupin 鱼品
- Zhang Jun gong yuyan shidan 张浚俊供进御筵食单
- Zhiwu mingshi tukao 植物名实图考
- Zhonghua quanguo fensu zhi 中华全国风俗志
- Zhongshu jingshu 种薯经疏
- Zhoufang 粥方
- Zishi jinghua 子史精华
- Zuozhuan 左传

### Bibliographien
- Tao Zhengang; Zhang Lianming (Hrsg.): Zhongguo pengren wenxian tiyao [Eine Übersicht zu wichtigen historischen Dokumenten der chinesischen Ess- und Trinkkultur], Peking: Zhongguo shangye chubanshe 1986. (siehe Übersicht)
- Jacqueline Newman: Chinese Cookbooks: An Annotated English Language Compendium/Bibliography, Garland Pub., New York 1987, ISBN 0-8240-9516-2